# Ad Majorem Sathanas Gloriam
Ad Majorem Sathanas Gloriam è il settimo album in studio del gruppo black metal norvegese Gorgoroth, pubblicato il 19 giugno 2006 da Regain Records. Ultimo lavoro della band con la presenza di Gaahl e King ov Hell, ha ricevuto una nomination agli Spellemannprisen come migliore album del 2006 nella categoria metal. Questo album è anche l'unico della discografia dei Gorgoroth che non contiene testi e canzoni in norvegese.
Nel novembre 2007 il disco è stato ristampato con una copertina leggermente differente e con un DVD contenente il video di Carving a Giant e il making of del video.
L'album, musicalmente influenzato anche dal death metal, è stato accolto da recensioni generalmente positive.

## Titolo e copertina
Il titolo è in latino e significa Per maggior gloria di Satana. È una parodia di Ad maiorem Dei gloriam (Per maggior gloria di Dio), il motto della Compagnia di Gesù.
L'artwork usato come copertina rappresenta un particolare del dipinto di William-Adolphe Bouguereau, intitolato Dante e Virgilio all'Inferno. Contiene un errore grammaticale, dal momento che in lingua latina il nome maschile Sathana, appartenente alla prima declinazione, al genitivo si presenta con la forma Sathanae, e non Sathanas. Il titolo è stato ideato da Infernus dopo la lettura di un articolo riguardante la Compagnia di Gesù.

## Tracce
1. Wound upon Wound – 3:30
2. Carving a Giant – 4:10
3. God Seed (Twilight of the Idols) – 4:14
4. Sign of an Open Eye – 4:04
5. White Seed – 4:36
6. Exit – 3:30
7. Untamed Forces – 2:37
8. Prosperity and Beauty – 4:54

## Formazione
- Gaahl – voce
- Infernus – chitarra
- King ov Hell – basso
- Frost – batteria

### Crediti[8]
- Thomas Eberger - mastering
- Infernus - mastering
- Herbrand Larsen - ingegneria del suono, missaggio
- Gorgoroth - missaggio
- Geir Luedy - ingegneria del suono
- Svein Solberg - ingegneria del suono, tecnico degli strumenti